# 大阪金剛國際小學校、中學校及高等學校

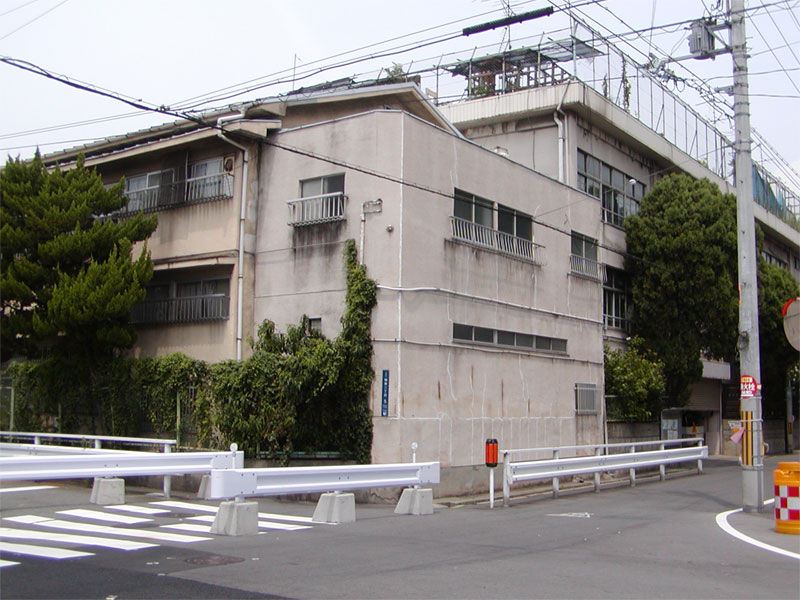
金剛学園旧校舎

金剛學園，是一所位於日本大阪住之江區用韓語授課的學校，由南韓資助運作。
該校成立於1946年，有小學、初中和高中三級，它是受大阪府政府公認的私立學校。